# Torquaoplus dimidiatus
Torquaoplus dimidiatus är en stekelart som först beskrevs av Morley 1919.  Torquaoplus dimidiatus ingår i släktet Torquaoplus och familjen brokparasitsteklar. Inga underarter finns listade i Catalogue of Life.